# Peninsula Valdes

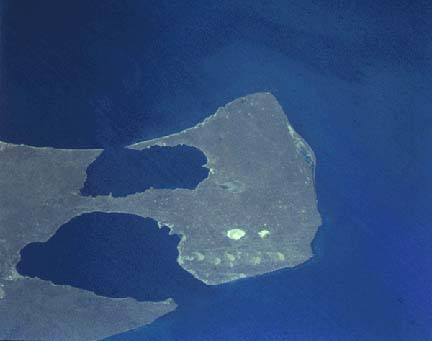
Peninsula Valdes

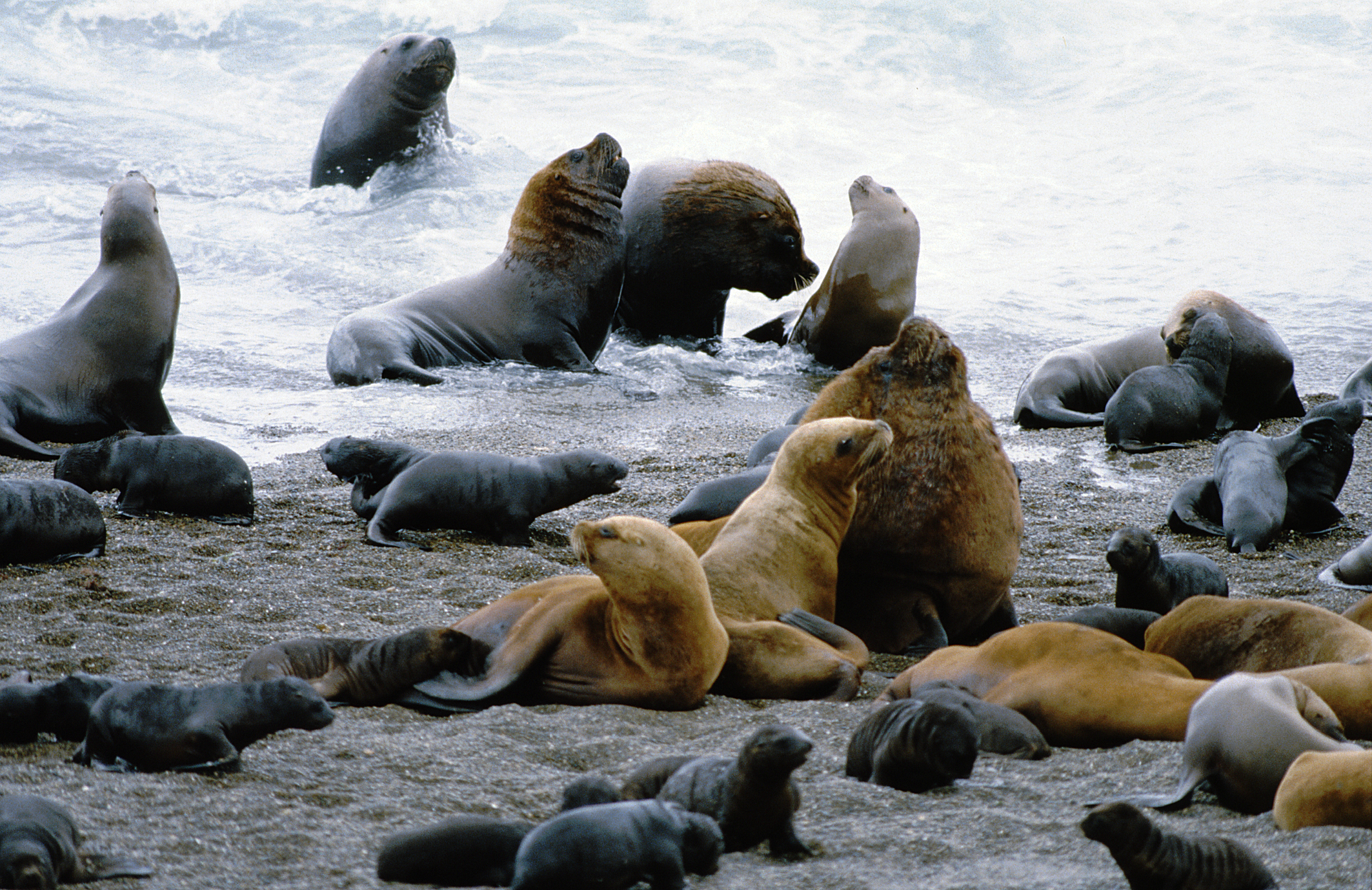

Peninsula Valdes este o peninsulă de-a lungul coastei atlantice în Viedma Department în nord-estul provinciei Chubut, din Argentina. Dimensiunea acesteia este de aproximativ 3625 km ². Cel mai apropiat oraș este Puerto Madryn.
Cea mai mare parte a peninsulei este teren arid, cu unele lacuri de sare. Cel mai mare dintre aceste lacuri este la o altitudine de aproximativ 40 m sub nivelul mării, până de curând se credea că este cea joasă altitudine din Argentina și America de Sud. (Cel mai mic punct fiind Laguna del carbon, Argentina). 
Este o importantă rezervație naturala, care a fost recunoscută ca o parte a Patrimoniului Mondial UNESCO în anul 1999. Linia de coastă este populată de mamifere marine, cum ar fi leul de mare, foca elefant și otaria sud-americană. Balenele mari pot fi găsite în Golful Nuevo și Golful San José, în zonele de apă protejată situate între peninsulă și țărmul patagonez. Această specie de balenă vine aici în perioada mai-decembrie, pentru împerechere și naștere, pentru că apa din golf este mai liniștită și mai caldă decât în largul mării. Orca poate fi găsită de-a lungul coastei, în largul mării în afara peninsulei. Se cunoaște că în această zonă balenele se avântă până pe plajă pentru a prinde foci și otarii.
În interior, o parte din peninsulă este populată cu nandu, guanaco și mara. În peninsulă trăiește de asemenea o mare diversitate și de păsări, cel puțin 181 de specii de păsări, dintre care 66 migratoare, inclusiv porumbelul antarctic.

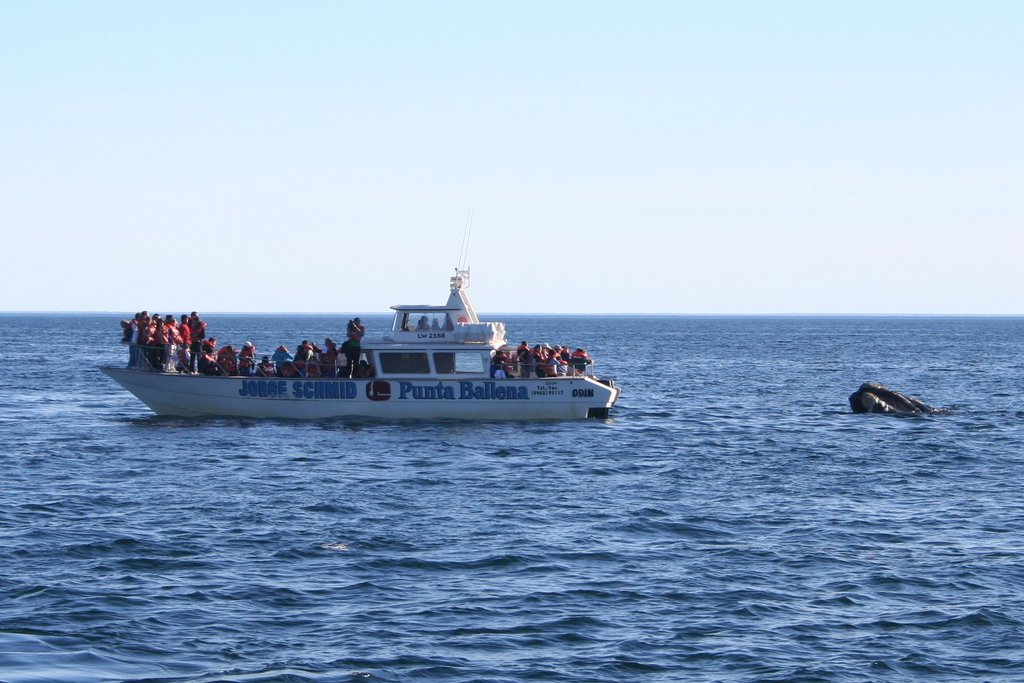
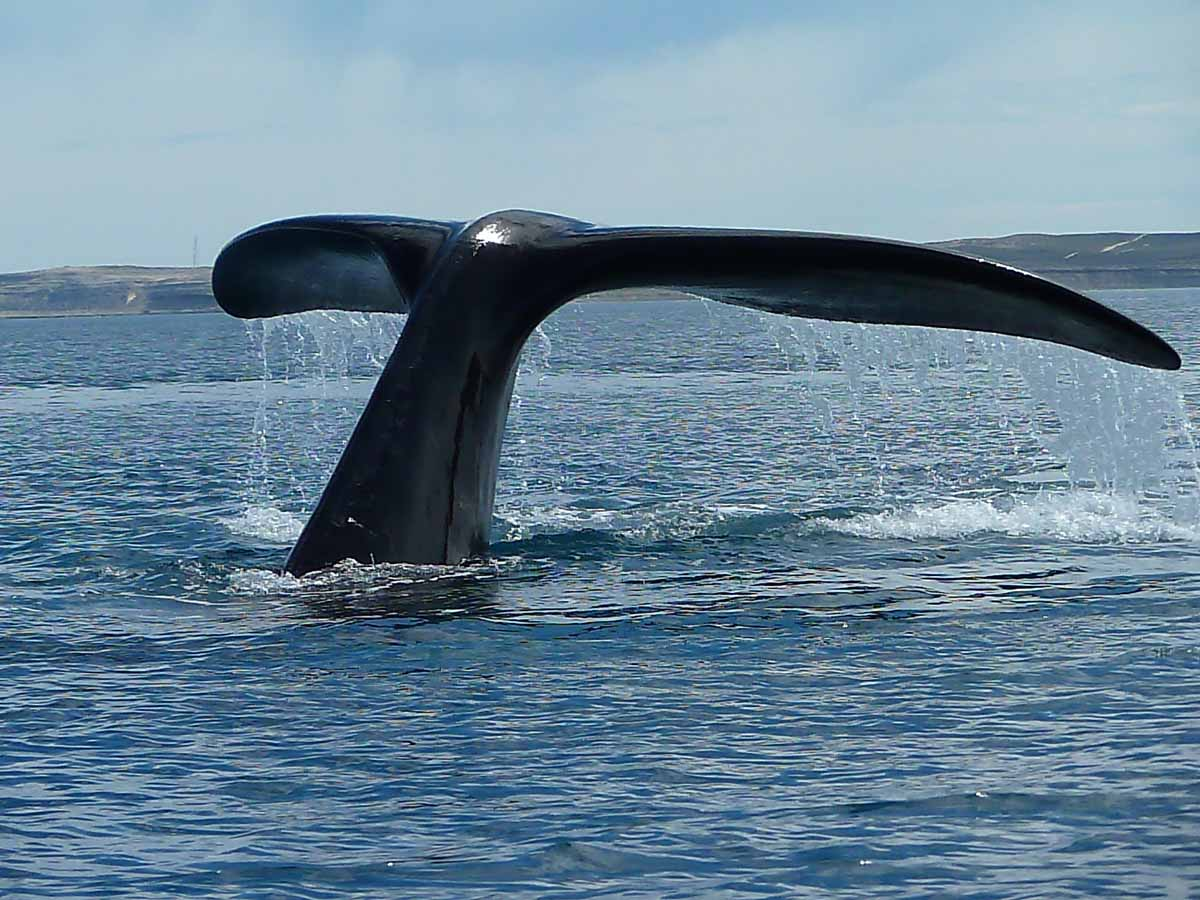
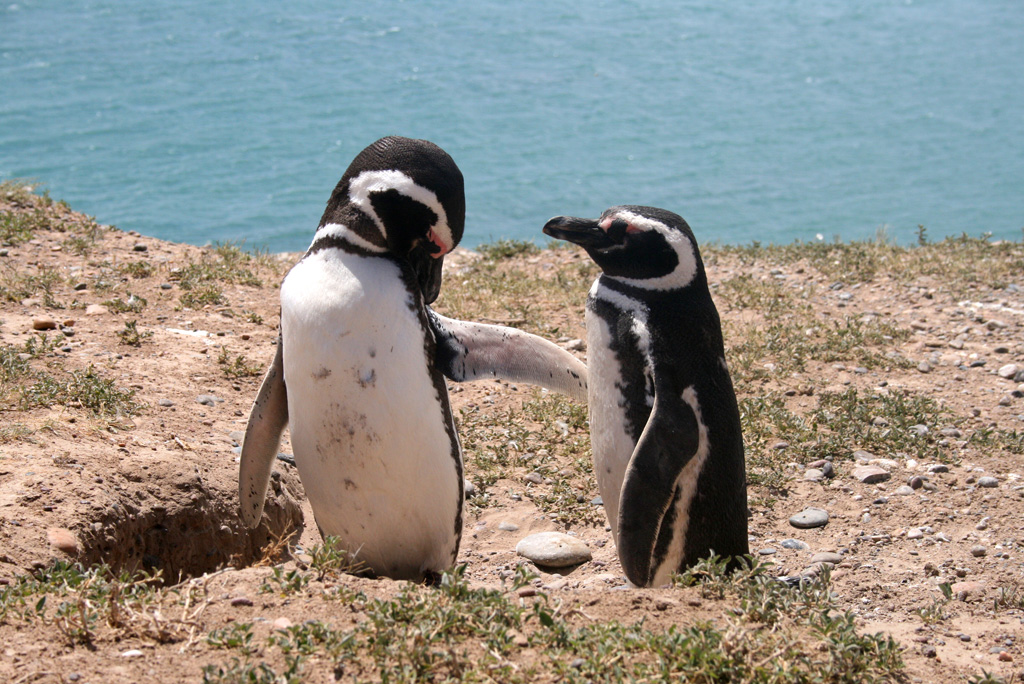